# Jocs Panafricans de 1991
Els Jocs Panafricans de 1991 van ser la cinquena edició dels Jocs Panafricans i es van celebrar entre el 20 de setembre de 1991 i l'1 d'octubre de 1991 al Caire, Egipte.

## Desenvolupament
Per primer cop es van celebrar uns Jocs Panafricans en un cicle de quatre anys. Egipte fou la seu designada, a la seva capital El Caire, com a prova per una possible candidatura a uns Jocs Olímpics. Les dificultats organitzatives, això no obstant, es van fer paleses. Una allau humana d'espectadors intentant accedir a la cerimònia d'obertura fou un mal inici. Molts membres i representants del COI no van poder accedir a l'estadi.
Els atletes africans havien guanyat set medalles d'or en el Campionat del Món previ. Només un d'ells, el corredor d'obstacles Moses Kiptanui decidí acudir al Caire.
El govern egipci havia garantit entrada gratuïta als estadis i això provocà les consegüents aglomeracions, però assegurà unes instal·lacions plenes, que ajudaren al país amfitrió a encapçalar el medaller.
Fou la primera participació de Namíbia en competició internacional. L'equip finalitzà amb quatre ors, dues plates i set bronzes.

## Medaller
País amfitrió en negreta.
| Medaller dels Jocs Panafricans de 1991 | Medaller dels Jocs Panafricans de 1991 | Medaller dels Jocs Panafricans de 1991 | Medaller dels Jocs Panafricans de 1991 | Medaller dels Jocs Panafricans de 1991 | Medaller dels Jocs Panafricans de 1991 |
| -------------------------------------- | -------------------------------------- | -------------------------------------- | -------------------------------------- | -------------------------------------- | -------------------------------------- |
| Posició                                | País                                   | Or                                     | Argent                                 | Bronze                                 | Total                                  |
| 1                                      | Egypt                                  | 90                                     | 53                                     | 52                                     | 195                                    |
| 2                                      | Nigeria                                | 43                                     | 51                                     | 43                                     | 137                                    |
| 3                                      | Algeria                                | 29                                     | 37                                     | 36                                     | 102                                    |
| 4                                      | Kenya                                  | 13                                     | 17                                     | 18                                     | 48                                     |
| 5                                      | Zimbabwe                               | 8                                      | 3                                      | 13                                     | 24                                     |
| 6                                      | Tunisia                                | 6                                      | 4                                      | 10                                     | 20                                     |
| 7                                      | Côte d'Ivoire                          | 4                                      | 5                                      | 3                                      | 12                                     |
| 8                                      | Ethiopia                               | 4                                      | 3                                      | 5                                      | 12                                     |
| 9                                      | Namibia                                | 4                                      | 2                                      | 6                                      | 12                                     |
| 10                                     | Senegal                                | 3                                      | 4                                      | 11                                     | 18                                     |
| 11                                     | Ghana                                  | 2                                      | 4                                      | 6                                      | 12                                     |
| 12                                     | Angola                                 | 2                                      | 3                                      | 5                                      | 10                                     |
| 13                                     | Mozambique                             | 2                                      | 0                                      | 0                                      | 2                                      |
| 14                                     | Mauritius                              | 1                                      | 5                                      | 6                                      | 12                                     |
| 15                                     | Cameroon                               | 1                                      | 4                                      | 10                                     | 15                                     |
| 16                                     | Tanzania                               | 1                                      | 3                                      | 1                                      | 5                                      |
| 17                                     | Uganda                                 | 1                                      | 1                                      | 2                                      | 4                                      |
| 18                                     | Gabon                                  | 1                                      | 0                                      | 3                                      | 4                                      |
| 18                                     | Zambia                                 | 1                                      | 0                                      | 3                                      | 4                                      |
| 20                                     | Lesotho                                | 0                                      | 3                                      | 3                                      | 6                                      |
| 21                                     | Madagascar                             | 0                                      | 2                                      | 9                                      | 11                                     |
| 22                                     | Libya                                  | 0                                      | 1                                      | 5                                      | 6                                      |
| 23                                     | Seychelles                             | 0                                      | 1                                      | 2                                      | 3                                      |
| 24                                     | Central African Republic               | 0                                      | 1                                      | 0                                      | 1                                      |
| 24                                     | Sierra Leone                           | 0                                      | 1                                      | 0                                      | 1                                      |
| 26                                     | Burkina Faso                           | 0                                      | 0                                      | 2                                      | 2                                      |
| 26                                     | Zaire                                  | 0                                      | 0                                      | 2                                      | 2                                      |
| 28                                     | Swaziland                              | 0                                      | 0                                      | 1                                      | 1                                      |
| 28                                     | Botswana                               | 0                                      | 0                                      | 1                                      | 1                                      |
| 28                                     | Republic of the Congo                  | 0                                      | 0                                      | 1                                      | 1                                      |
|                                        |                                        | 213                                    | 205                                    | 253                                    | 671                                    |

## Resultats

### Atletisme
Tres atletes, dues dones i un home, van guanyar més d'una prova:
- Frankie Fredericks, Namíbia (100 metres i 200 metres)
- Susan Sirma, Kenya (1500 metres i 3000 metres)
- Hanan Ahmed Khaled, Egipte (llançament de pes i llançament de disc)

A més, Nigèria guanyà tres de les quatre curses de relleus, 4x100 metres masculins i femenins i 4x400 metres femenins.
No s'afegiren noves proves al programa.

### Hoquei herba
- Homes: 1. Egipte, 2. Kenya, 3. Zimbàbue, 4. Ghana, 5. Nigèria[1]

### Futbol
El torneig de futbol fou una competició per jugadors menors de 23 anys. El campió fou Camerun i per primer cop, el país local no guanyà cap medalla.
| Or      | Argent  | Bronze  |
| Camerun | Tunísia | Nigèria |